# Matteo Villani (atleta)
Matteo Villani (San Secondo Parmense, 29 agosto 1982) è un siepista italiano, due volte campione italiano assoluto (2009 e 2012).
Allenato da Renzo Finelli, può vantare sette presenze con la Nazionale seniores.

## Biografia
Inizialmente ha praticato pallacanestro nella squadra dell'AVIS Basket Fidenza e poi, su consiglio del professor Gian Paolo Chittolini (diventato in seguito il suo allenatore) si è avvicinato all'atletica. Ha iniziato nelle file della società Forti e Liberi di Fidenza, per poi passare alla La Fratellanza 1874 Modena sotto la guida del coach Renzo Finelli. Dal 2004 al 2012, in forze al Centro Sportivo Carabinieri di Bologna, ha vinto 5 titoli italiani: 2 assoluti, altrettanti universitari ed uno promesse. Nel biennio 2013-2014 ritorna alla Fratellanza 1874 Modena. Dal 2015 veste i colori della società Ballotta Camp di Fidenza (Pr).
Nel 2001 prende parte agli Europei juniores di Grosseto arrivando quindicesimo sui 3000 m hs.
Vince la medaglia d'argento agli italiani promesse nel 2003 ed agli assoluti termina al 4º posto.
Ai Europei under 23 di Bydgoszcz in Polonia viene squalificato nella finale dei 3000 m hs.
Nel biennio 2004-2005 vince tre titoli italiani sui 3000 m hs di cui due universitari ed uno promesse nel 2004.

Agli assoluti di Firenze 2004 vince la medaglia di bronzo, mentre a Bressanone 2005 conclude al sesto posto; inoltre termina all'11º posto nei campionati italiani di corsa campestre del 2004.
Nel 2004 partecipa ai Mondiali universitari di corsa campestre in Italia a Collegno dove giunge al 26º posto individuale e 6º nella classifica a squadre.
Nell'estate del 2006 esordisce con la Nazionale assoluta agli Europei di Göteborg in Svezia non andando oltre la semifinale dei 3000 m hs.
Nel quadriennio 2007-'08-'09-'10 partecipa a due edizioni della Coppa Europa ed altrettante degli Europei a squadre, gareggiando sempre sui 3000 m hs: terzo ('07), quarto ('08), ritirato ('09) e settimo ('10).
Vicecampione italiano assoluto sui 3000 m hs nel 2007;

nello stesso anno raggiunge la finale alle Universiadi in Thailandia a Bangkok dove termina la gara all'ottavo posto.
Il 20 luglio 2008 al Meeting di Heusden, nei Paesi Bassi, ha corso in 8'21"73, nuovo primato personale, record del Centro Sportivo Carabinieri nonché 10a prestazione all-time in Italia.

Risultato (minimo A) che gli ha permesso di qualificarsi e partecipare ai Giochi olimpici di Pechino in Cina, dove termina la sua avventura in batteria di semifinale.
L'anno seguente nella finale dei Giochi del Mediterraneo in Italia a Pescara termina in quinta posizione.
Nel 2009 vince il suo primo titolo italiano assoluto sui 3000 m hs (Milano) e poi nel biennio 2010-2011 si laurea entrambe le volte vicecampione assoluto.
Nel 2012 prima giunge in 18ª posizione ai campionati italiani di corsa campestre e poi vince il suo secondo titolo assoluti sui 3000 m hs (Bressanone) con cui conclude la sua carriera professionistica.

## Progressione

### 3000 metri siepi
| Stagione | Tempo   | Luogo   | Data      | Rank. Mond. |
| -------- | ------- | ------- | --------- | ----------- |
| 2012     | 8'41"14 | Huelva  | 7-6-2012  |             |
| 2011     | 8'45"65 | Modena  | 9-7-2011  |             |
| 2010     | 8'33"57 | Firenze | 5-6-2010  |             |
| 2009     | 8'31"99 | Huelva  | 10-6-2009 |             |
| 2008     | 8'21"73 | Heusden | 20-7-2008 |             |
| 2007     | 8'32"45 | Bangkok | 11-8-2011 |             |
| 2006     | 8'51"53 | Modena  | 20-5-2006 |             |
| 2005     | 9'03"70 | Catania | 27-5-2005 |             |

## Palmarès
| Anno | Manifestazione                 | Sede      | Evento       | Risultato  | Prestazione | Note  |
| ---- | ------------------------------ | --------- | ------------ | ---------- | ----------- | ----- |
| 2001 | Europei juniores               | Grosseto  | 3000 m siepi | 15º        | 9'34"25     | [ 1 ] |
| 2003 | Europei under 23               | Bydgoszcz | 3000 m siepi | Finale     | dq          | [ 2 ] |
| 2004 | Mondiali universitari di cross | Collegno  | Individuale  | 26º        | 33'49       | [ 3 ] |
| 2004 | Mondiali universitari di cross | Collegno  | A squadre    | 6º         | 122 punti   | [ 4 ] |
| 2006 | Europei                        | Göteborg  | 3000 m siepi | Semifinale | 8'39"66     | [ 5 ] |
| 2007 | Universiadi                    | Bangkok   | 3000 m siepi | 8º         | 8'40"82     | [ 6 ] |
| 2008 | Giochi olimpici                | Pechino   | 3000 m siepi | Semifinale | dnf         | [ 7 ] |
| 2009 | Giochi del Mediterraneo        | Pescara   | 3000 m siepi | 5º         | 8'36"98     | [ 8 ] |

## Campionati nazionali
- 2 volte campione assoluto sui 3000 m hs (2009, 2012)
- 2 volte campione universitario sui 3000 m hs (2004, 2005)
- 1 volta campione promesse sui 3000 m hs (2004)

2003
- Argento ai Campionati italiani juniores e promesse (Grosseto), 3000 m siepi - 8'46"63[9]
- 4º ai Campionati italiani assoluti (Rieti), 3000 m siepi - 8'57"71[9]

2004
- 11º ai Campionati italiani assoluti di corsa campestre (San Vittore Olona), 4 km - 11'37[10]
- Oro ai Campionati nazionali universitari (Camerino), 3000 m siepi - 8'56"90[11]
- Oro ai Campionati italiani juniores e promesse (Rieti), 3000 m siepi - 8'45"45[12]
- Bronzo ai Campionati italiani assoluti (Firenze), 3000 m siepi - 8'43"68[13]

2005
- Oro ai Campionati nazionali universitari (Catania), 3000 m siepi - 9'03"70[14]
- 6º ai Campionati italiani assoluti (Bressanone), 3000 m siepi - 8'55"36[15]

2007
- Argento ai Campionati italiani assoluti (Padova), 3000 m siepi - 8'53"40[16]

2009
- Oro ai Campionati italiani assoluti (Milano), 3000 m siepi - 8'38"19[17]

2010
- Argento ai Campionati italiani assoluti (Grosseto), 3000 m siepi - 8'41"66[18]

2011
- Argento ai Campionati italiani assoluti (Torino), 3000 m siepi - 8'47"67[19]

2012
- 18º ai Campionati italiani assoluti di corsa campestre (Borgo Valsugana), 10 km[20]
- Oro ai Campionati italiani assoluti (Bressanone), 3000 m siepi - 8'54"93[21]

## Altre competizioni internazionali
2007
- Bronzo in Coppa Europa ( Milano), 3000 m siepi - 8'47"72[22]

2008
- 4º in Coppa Europa ( Annecy), 3000 m siepi - 8'36"76[7]

2009
- In finale agli Europei a squadre ( Leiria), 3000 m siepi - dnf[8]

2010
- 7º agli Europei a squadre ( Bergen), 3000 m siepi - 8'39"72[23]

## Onorificenze e Premi
- Stella d' Oro al Merito Sportivo - Roma, Novembre 2021.
- Medaglia di Bronzo al Valore Atletico  - Roma, Settembre 2008.
- Premio Candido Cannavò - Milano, Dicembre 2020.
- Premio Maurizio Maestrelli - Frosinone, Maggio 2021.
- Premio Speciale Daniele Nardi - Roma, Settembre 2020.